# Okapi Mobile
Okapi Mobile est la division de télécommunications de la société Okapi, filiale depuis 2019. Cette marque de smartphones  Okapi est la plus vendue à Kinshasa.

## Histoire
Le smartphone Okapi est une innovation technologique conçue par le professeur Jean Mongu Bele, un physicien nucléaire congolais et chercheur au Massachusetts Institute of Technology (MIT) à Boston, aux États-Unis.
Lancé en 2019, l’Okapi est le premier smartphone entièrement conçu par un congolais, avec un design et une ingénierie répondant aux normes internationales. Bien que sa conception soit congolaise, sa fabrication initiale a eu lieu aux États-Unis,,.
La marque Okapi comprend une gamme de produits électroniques, notamment des smartphones, des ordinateurs, des chargeurs solaires et des panneaux solaires. Depuis son lancement, l’Okapi est commercialisé en République Démocratique du Congo et dans plusieurs autres pays, notamment aux États-Unis, en Europe, au Cameroun et en Afrique du Sud.
Cette initiative vise à promouvoir l’innovation technologique congolaise sur la scène internationale et à créer des opportunités d’emploi en RDC.

## Partenariats et stratégies
Okapi collabore avec des entreprises internationales pour améliorer la distribution et la qualité des produits.

### Impact et Perspective
L´Okapi ets le symbole d’innovation africaine, devenu un exemple d’ingéniosité congolaise, mettant en avant l’Afrique sur la scène technologique mondiale.

### Perspectives futures
Okapi met son accent sur l’optimisation de la fabrication locale, l’expansion dans davantage de pays, et le développement d’un écosystème technologique autour de la marque.

### Marché mondial
Présence en Europe et aux États-Unis. L’Okapi est disponible via des distributeurs en ligne et en magasins dans ces régions. Il se positionne comme une alternative écologique et abordable, en mettant en avant sa fabrication inspirée des défis africains.